# Отстъпници
В измисления свят от фентъзи-поредицата на Робърт Джордан Колелото на Времето, Отстъпниците (на английски език: Forsaken) (или Избраниците (Chosen), както те предпочитат да бъдат наричани) са тринадесет от най-силните слуги на Тъмния. Първоначално са били повече, но 12 от тях умират по време на Войната за Силата. В края на Войната всички те се срещат в Шайол Гул, когато Луз Терин Теламон и неговите Сто етаири запечатват дупката към затвора на Тъмния и Отстъпниците. Повечето отстъпници са бивши Айез Седай, но са покварени от желанието си за власт и безсмъртие.
Осемте мъже-Отстъпници са:
- Агинор, убит от Ранд ал'Тор, възкресен като Осан'гар и по-късно убит отново от Елза при прочистването на Сайдин.
- Ашмодеан, убит (неизвестен убиец, но убит невъзвратимо, тъй като Тъмния казва, че he died the final death)
- Балтамел, убит от Зеления човек), възкресен като Аран'гар.
- Be'lal, убит (убит безвъзвратно с гибелен плам от Моарейн Дамодред)
- Демандред, неизвестно местонахождение.
- Рахвин, убит (убит безвъзвратно с гибелен плам от Ранд ал'Тор)
- Ишамаел, убит от Ранд ал'Тор, възкресен като Моридин.
- Самаил, убит от Машадар и Ранд ал'Тор). Смъртта му е потвърдена в интервю с Робърт Джордан.

Петте жени-Отстъпници са:
- Грендал, наказана от Шайдар Харан, не става ясно как и дали е жива.
- Ланфеар, за последно видяна да преминава през тер'ангреал (докато се бие с Моарейн Дамодред) в света на змиите и лисиците и убита от тях. По неясни причини възкресена като Циндейн.
- Месаана, намира се в Бялата кула, ръководи Черната аджа. Убита от Егвин ал'Вийр.
- Могедиен, в плен на Моридин и негова слугиня.
- Семирага, убита (убита безвъзвратно с гибелен плам от Ранд ал'Тор).

## 'Новите' Отстъпници
По време на действието в книгите, четирима Отстъпника са били убити, след което – възкресени от Тъмния. Това са Ишамаел, Балтамел, Агинор и, вероятно, Ланфеар. Техните възкръснали форми по нищо не приличат на бившите им самоличности. Например за Циндейн се казва, че има сива коса и светли очи, докато Ланфеар е притежавала „черна“ красота. По неясни причини, Циндейн не е толкова могъща, колкото е била Ланфеар. А Балтамел, мъж-Отстъпник, е възкресен в женско тяло, въпреки че Аран'гар продължава да прелива от мъжката половина на Верния извор.
- Ишамаел – Моридин – Не’блис(най-главния отстъпник).
- Ланфеар – Циндейн; mindtrapped от Моридин.
- Балтамел – Аран'гар убит(а) безвъзвратно с гибелен плам от Ранд ал'Тор).
- Агинор – Осан'гар убит отново от Елза (по ирония мраколюбка) при пречистването на сайдин.
- М'хайл – Повишен в Отстъпник през Последната битка.

Забележка: Много от имената на Отстъпниците показват влияние от юдейските, християнските и ислямските легенди за демони. Също така, никъде не е отбелязано в книгите кои са били 'новите' Отстъпници в Приказния век, но е възможно да се направят точни предположения чрез анализиране на мненията на другите Отстъпници и характерите им.
|  | Тази страница частично или изцяло представлява превод на страницата Forsaken (Wheel of Time) в Уикипедия на английски. Оригиналният текст, както и този превод, са защитени от Лиценза „Криейтив Комънс – Признание – Споделяне на споделеното“, а за съдържание, създадено преди юни 2009 година – от Лиценза за свободна документация на ГНУ. Прегледайте историята на редакциите на оригиналната страница, както и на преводната страница, за да видите списъка на съавторите. ВАЖНО: Този шаблон се отнася единствено до авторските права върху съдържанието на статията. Добавянето му не отменя изискването да се посочват конкретни източници на твърденията, които да бъдат благонадеждни. |